# Jadvyga Dunauskaitė
Jadvyga Dunauskaitė (* 5. Juni 1954 in Kanteikiai, Rajongemeinde Akmenė) ist eine litauische Ingenieurin und Politikerin.

## Leben
Nach dem Abitur 1971 an der Mittelschule Akmenė lernte Dunauskaitė am Polytechnikum Šiauliai. 1990 absolvierte sie das Diplomstudium des Bauingenieurwesens am Politechnikos institutas in Kaunas und wurde Bauingenieurin. 1971 arbeitete sie im Zementbetrieb Akmenė, von 1974 bis 1976 in Šiauliai. Von 1996 bis 2000 war sie Mitglied im Seimas. Danach arbeitete sie ab 2000 als Oberinspektorin des Arbeitsrechts in der Abteilung Šiauliai der Valstybinė darbo inspekcija (Arbeitsaufsichtsamt). 2002 absolvierte sie das Bachelorstudium der Rechtswissenschaften am Mykolo Romerio universitetas in Vilnius. Seit 2011 ist sie Mitglied im Rat der Rajongemeinde Akmenė.
Dunauskaitė ist ledig.

## Quelle
- Leben

| Personendaten    | Personendaten                          |
| ---------------- | -------------------------------------- |
| NAME             | Dunauskaitė, Jadvyga                   |
| KURZBESCHREIBUNG | litauische Ingenieurin und Politikerin |
| GEBURTSDATUM     | 5. Juni 1954                           |
| GEBURTSORT       | Kanteikiai, Rajongemeinde Akmenė       |